# Klaus Preller
Klaus Preller (* 13. Oktober 1939 in Aachen) ist ein ehemaliger deutscher Basketballschiedsrichter und -spieler.

## Leben
Preller kam über Ernst Michalowski, seinem damaligen Sportlehrer, zum Basketball.
Er stand in den Spieljahren 1959/60 sowie 1963/64 jeweils im Aufgebot des SSV Hagen in der Basketball-Bundesliga. Von 1964 bis 1966 trainierte er die Herrenmannschaft des TSV Fichte Hagen, zwischen 1973 und 1976 amtierte Preller als Vorsitzender der Basketballabteilung von Fichte Hagen. 1975 war er Gründungsmitglied der BG DEK/Fichte Hagen. Später war er als Trainer auch bei TuS Iserlohn tätig.
1955 machte er seinen C- und 1957 seinen B-Schiedsrichter-Schein. 1967 bestand er die A-Schiedsrichterprüfung. Ab 1970 saß er im Schiedsrichterausschuss des Kreises Hagen und gehörte diesem mehr als 30 Jahre lang an. Von 1973 bis 1987 leitete Preller als Schiedsrichter rund 600 Spiele in der Basketball-Bundesliga, danach war er als Technischer Kommissar in der Bundesliga im Einsatz und von 1985 bis 1992 darüber hinaus als Schiedsrichter-Funktionär für die Ansetzungen der Unparteiischengespanne in den Bundesligen zuständig. Zuvor hatte er diese Funktion bereits für den Westdeutschen Basketball-Verband ausgeübt.
Ab 1987 gehörte Preller der Schiedsrichterkommission des Deutschen Basketball-Bundes an, 1992 wurde er Vorsitzender dieses Ausschusses. Im Mai 2011 wurde er zum Ehrenmitglied des Basketballkreises Hagen ernannt.
Beruflich war Preller ab 1970 in leitender Stellung im EDV-Bereich bei der Stadt Unna angestellt, 1998 ging er in den Vorruhestand.